# Sverige i olympiska vinterspelen 1992
Sverige i olympiska vinterspelen 1992.

## Medaljer

### Guld
- Pernilla Wiberg, storslalom

### Brons
- Christer Majbäck, skidor, 10 km
- Mikael Löfgren, skidskytte, 20 km
- Leif Andersson, Ulf Johansson, Mikael Löfgren, Tord Wiksten, skidskytte, stafett

## Trupp
- Alpin skidåkning
  - Kristina Andersson
  - Mats Ericson
  - Thomas Fogdö
  - Jonas Nilsson
  - Ylva Nowén
  - Fredrik Nyberg
  - Johan Wallner
  - Pernilla Wiberg
- Skidskytte
  - Leif Andersson
  - Inger Björkbom
  - Catarina Eklund
  - Christina Eklund
  - Anna Hermansson
  - Ulf Johansson
  - Mikael Löfgren
  - Anders Mannelqvist
  - Mia Stadig
  - Tord Wiksten
- Längdskidåkning
  - Henrik Forsberg
  - Magdalena Forsberg
  - Lis Frost
  - Carina Görlin
  - Niklas Jonsson
  - Ann-Marie Karlsson
  - Christer Majbäck
  - Torgny Mogren
  - Jan Ottosson
  - Jyrki Ponsiluoma
  - Karin Säterkvist
  - Marie-Helene Östlund
- Freestyle
  - Leif Persson
  - Jörgen Pääjärvi
  - Helena Waller
  - Björn Åberg
- Backhoppning
  - Jan Boklöv
  - Mikael Martinsson
  - Per-Inge Tällberg
  - Staffan Tällberg
  - Magnus Westman
- Ishockey
  - Målvakter: Roger Nordström, Tommy Söderström
  - Försvarare: Peter Andersson, Peter Andersson, Kenneth Kennholt, Petri Liimatainen, Börje Salming, Tommy Sjödin, Fredrik Stillman
  - Anfallare: Charles Berglund, Patrik Carnbäck, Lars Edström, Patrik Erickson, Bengt-Åke Gustafsson, Mikael Johansson, Patric Kjellberg, Håkan Loob, Mats Näslund, Peter Ottosson, Thomas Rundqvist, Daniel Rydmark, Jan Viktorsson
  - Förbundskapten: Conny Evensson
- Konståkning
  - Hélene Persson
- Hastighetsåkning på skridskor
  - Per Bengtsson
  - Björn Forslund
  - Tomas Gustafson
  - Joakim Karlberg
  - Jasmin Krohn
  - Bo König
  - Hans Markström
  - Jonas Schön
- Rodel
  - Mikael Holm
  - Hans Kohala
  - Carl-Johan Lindqvist